# 傍聞き
『傍聞き』（かたえぎき）は、長岡弘樹による日本の推理小説の短編集。
2007年から2008年にかけて双葉社の雑誌『小説推理』に掲載された短編4本が収録されている。2008年10月8日に単行本、2011年9月15日に双葉文庫が発売された。表題作は第61回日本推理作家協会賞短編部門受賞作。
表題作の主人公の刑事・羽角啓子と娘・菜月は、2016年刊行の『赤い刻印』の表題作や、2020年刊行の連作短編集『緋色の残響』、2023年刊行の連作短編集『球形の囁き』にも登場する。
2015年に「迷走」がラジオドラマ化、2016年に表題作がテレビドラマ化されている。

## 収録作品
全編とも『小説推理』（双葉社）に掲載された。
- 迷い箱（2007年6月号）
- 899（2007年10月号）
- 傍聞き（2008年1月号）
- 迷走（2008年8月号）

## あらすじ
迷い箱
元受刑者を受け入れる更生保護施設「かすみ荘」の施設長・設楽結子は、自転車の飲酒運転で女児を死なせてしまった入所者・碓井が遺族から受け取った「（娘と）同じように苦しみながら死んでください」という手紙のことが気にかかっていた。結子の伝で再就職が決まった碓井だったが、前年の女児の命日にも命を絶とうとした過去があり、今年もその懸念があったからだ。
899
消防署員の諸上将吾は、愛息を亡くし気落ちしている同僚のことが気がかりだった。ある日、諸上の自宅の近所から出火の通報が入り急行すると、諸上が仄かに想いを寄せるシングルマザーの新村初美宅にも延焼していた。初美は仕事に出かけていたが、まだ生後4カ月の彼女の娘が家に残っていると分かり、彼に救助を任せる。だが、乳児が一人家に置き去りにされていたことから、別の疑惑が頭をもたげる。
傍聞き
漏れ聞き効果、信じさせたい情報を別の人に喋って、それを聞かせること。刑事・羽角啓子の自宅裏手に住む老女が居空き窃盗事件の被害に遭う。間もなく、かつて啓子が捕まえたこともある窃盗の常習犯、横崎が逮捕・拘留されるが、留置場の横崎から啓子に面会の申し込みが入る。留置管理係の立ち会いの元、横崎に面会すると、横崎は自分は犯人ではない、真犯人を知っていると言う。
迷走
結婚を間近に控えた救急隊員の蓮川は、逆恨みで刺された検事の葛井の救急搬送に当たる。葛井は、蓮川の婚約者で上司・室伏の娘でもある佳奈が車椅子生活になった交通事故の加害者を不起訴にした検事だった。葛井の搬送先を探す中、事故の加害者だった医師の増原にも搬送の連絡を取る。その搬送中、室伏がなぜか救急車を迷走させる。葛井は重傷ではないものの、蓮川は気が気でない。果たしてこれは、増原を不起訴処分にした葛井への復讐なのか。

## ラジオドラマ
2015年1月24日、「迷走」がNHK-FM「FMシアター」でラジオドラマ化される。制作はNHK山形放送局。原作者の長岡弘樹自ら脚本を務める。

### 出演者
- 蓮川潤也 - 市原隼人[5]
- 室伏隊長 - 大地康雄[5]
- 中村靖日
- 増原 - 眞島秀和[5]
- 佐藤みゆき
- 真田鰯
- 白鳥英一
- 仲島壮紘
- 柚木亜里紗

### スタッフ
- 脚本 - 長岡弘樹
- 演出 - 倉崎憲
- 技術 - 佐貫渉
- 音響効果 - 片平洋資

## テレビドラマ
2016年4月20日に『マザー・強行犯係の女〜傍聞き〜』（マザー・きょうこうはんがかりのおんな かたえぎき）のタイトルで、テレビ東京・BSジャパン共同制作の2時間ドラマ「水曜ミステリー9」で放送された。主演は南果歩。

### キャスト
- 羽角啓子（杵坂警察署強行犯係 主任刑事） - 南果歩[6]
- 黒木駿（杵坂警察署強行犯係 刑事） - 皆川猿時[6]
- 横崎宗市（居空き事件の容疑者） - 高橋和也[6]
- 八生守雄（刑事課長） - 佐戸井けん太[6]
- 田神崇（警視庁捜査一課 管理官) - 丸山智己[6]
- 羽角菜月（啓子の娘、小学5年生） - 濱田ここね[6]
- 斎藤拓也（杵坂警察署留置係） - 松下洸平[6]
- 澤井夏蓮（青島女子大学2年生、読者モデル） - 瀬戸さおり[6]
- 三戸暁（杵坂警察署 刑事） - 植木祥平[7]
- 阿川明美（建設会社勤務、連続通り魔事件の被害者） - 由梨乃[6]
- 神田朱美（フリーター、連続通り魔事件の被害者） - 木嶋のりこ[6]
- 羽角フサノ（啓子と同じ名字で啓子の家の2軒隣の住人） - 佐々木すみ江[6]
- 温井博（杵坂第二中学校 副校長） - 日野陽仁[6]
- 澤井梓（澤井夏蓮の母） - 星ようこ[6]
- 富士田登（杵坂警察署 刑事） - 夙川アトム[6]
- 木場亮介（3年前に看護師殺しの容疑で逮捕され無罪になった男） - 杉山ひこひこ[6]
- 須藤恵利奈（澤井夏蓮の中学時代の同級生） - 鈴木まはな[8]
- 伊丹小次郎（杵坂警察署警務課 警務課長） - 田中要次[6]
- 渡辺郁子（須藤恵利奈の母） - 高橋ひとみ[6]
- 秋月浩司（警視庁鑑識課管理官） - 柄本明[6]

### スタッフ
- 原作 - 長岡弘樹『傍聞き』（双葉文庫刊）
- 脚本 - 岩村匡子
- 監督 - 筧昌也
- 警察監修 - 尾崎祐司
- ガンエフェクト - 早川光
- アクションコーディネート - 大道寺俊典
- 技術協力 - バスク、Kカンパニー
- 美術協力 - テレビ朝日クリエイト
- プロデューサー - 濱谷晃一（テレビ東京）、森川真行、清家優輝
- チーフプロデューサー - 橋本かおり（テレビ東京）
- 製作 - テレビ東京、BSジャパン、ファインエンターテイメント